# Honório Pereira Severo
Honório Pereira Severo (Dom Pedrito, 21 de junho de 1929 – Porto Alegre, 6 de junho de 2012) foi um advogado, técnico em contabilidade, professor e político brasileiro. Foi eleito em 3 de outubro de 1962 deputado estadual pelo Partido Libertador (PL) para a 41ª Legislatura da Assembleia Legislativa do Rio Grande do Sul, de 1963 a 1967. Teve importante papel no episódio em que as forças políticas do Rio Grande do Sul se compuseram em torno do nome do jurista gaúcho Ruy Cirne Lima, para suceder o governador Ildo Meneghetti em 1966.

## Carreira

### Atividades acadêmicas
No ano de 1953, no qual foi eleito Presidente dos trabalhos desenvolvidos pelos congressistas-estudantes, foi representante do corpo Discente da Faculdade de Direito da Universidade Federal do Rio Grande do Sul (UFRGS) — designado por ato do Reitor —, no Primeiro Congresso Nacional de Ensino Jurídico, realizado na cidade de Fortaleza.
Em 26/05/1955, foi admitido como professor contratado da Pontifícia Universidade Católica do Rio Grande do Sul (PUC/RS), em cuja Faculdade de Direito regeu, sucessivamente, até 1966, as cadeiras de Direito Civil, Direito Administrativo e Direito Processual Civil, além de ministrar cursos especiais sobre contratos, responsabilidade civil contratual e delitual, repetição do indébito tributário, enriquecimento sem causa, entre outros.
Em setembro de 1956, formou-se no curso de extensão sobre "Ações e sua Classificação", ministrado por Pontes de Miranda, na Faculdade de Direito da Universidade Federal do Rio Grande do Sul (UFRGS).
Em 1959, foi membro da delegação dos professores da Faculdade de Direito da Pontifícia Universidade Católica do Rio Grande do Sul (PUC/RS), no Congresso Nacional Comemorativo do Centenário de Clóvis Bevilaqua, realizado em Fortaleza, no qual apresentou tese, que foi aprovada, intitulada "Contribuição do Estudo da Tutela Administrativa", publicada em separata, e na "Revista de Direito Administrativo", vol. 57, págs. 471-478.
De março de 1965 a abril de 1970, foi colaborador de Ensino no Departamento de Direito Público da Faculdade de Direito da Universidade Federal do Rio Grande do Sul (UFRGS), onde foi contratado em 29/04/1970, como auxiliar de ensino na Faculdade de Direito da Universidade Federal do Rio Grande do Sul (UFRGS).

### Cargos e funções públicas exercidas
Durante o mandato eletivo como Deputado Estadual na Assembléia Legislativa do Estado do Rio Grande do Sul, durante a Legislatura 1963/1967, integrou:
1. a Comissão de Finanças e Orçamento, durante todo o mandato;
2. a Comissão representativa da Assembléia Legislativa, nos períodos de recesso parlamentar;
3. diversas Comissões Especiais, destinadas ao exame de problemas específicos, como por exemplo o aproveitamento do carvão rio grandense, a situação dos ramais deficitários da Rede Ferroviária Federal no Rio Grande do Sul etc.;
4. a representação da Assembléia Legislativa no V e no VI Congresso Brasileiro de Deputados Estaduais, realizados em 1965, em Brasília, e em 1967, na cidade do Recife;
5. Delegado - Representante da Assembleia Legislativa do Estado do Rio Grande do Sul, no Conselho Diretor da UNIÃO PARLAMENTAR INTERESTADUAL - UPI, no período de 1965–1967, eleito no V Congresso, realizado em Brasília, em 1965.

Foi funcionário da Caixa Econômica Federal do Rio Grande do Sul, autarquia federal de crédito, mais tarde incorporada à Caixa Econômica Federal - CEF, admitido mediante concurso público em que se classificou em primeiro lugar, como "Oficial Administrativo", em setembro de 1949. Em 1953, foi admitido como "Procurador de Terceira Categoria", por concurso de títulos, e promovido por merecimento a "Procurador de Segunda Categoria", ascendendo ao final da carreira em 1964, como "Procurador de Primeira Categoria". Com a criação da Caixa Econômica Federal - CEF, seu cargo foi transformado em "Advogado", no mais alto nível funcional da empresa, no qual aposentou-se, por tempo de serviço, a pedido, em setembro de 1982. Durante sua função atingiu o cargo de Diretor Presidente da Caixa Econômica Federal do Rio Grande do Sul, então autarquia federal, nomeado por Decreto do Presidente da República, Jânio da Silva Quadros, de 08/04/1961 até 23/11/1961, quando foi dispensado a pedido.
Na Assembléia Legislativa do Estado do Rio Grande do Sul, foi Assessor-Superior da Mesa Diretora em janeiro e fevereiro de 1977; Diretor-Geral de março de 1977 a junho de 1982; Procurador-Geral de abril de 1982 a junho de 1983; e Assessor-Superior de julho de 1983 a setembro de 1985.
De 17/09/1985 até 18/02/1986, foi Secretário Geral da Consultoria Geral da República, em Brasília, nomeado por Decreto do Presidente da República, José Sarney, quando foi exonerado por ter sido nomeado Secretário-Geral do Ministério da Justiça.
Em 18/10/1985, foi nomeado por Decreto do Presidente da República, José Ribamar Sarney, para o cargo de Substituto-Eventual do Consultor-Geral da República, para automática substituição do titular nos seus impedimentos, do qual foi dispensado em 18/02/1986 por ter sido nomeado Secretário Geral do Ministério da Justiça.
Em 18/02/1986, foi nomeado Secretário-Geral do Ministério da Justiça, por Decreto do Presidente da República, José Ribamar Sarney, permanecendo no cargo até 02/06/1987, quando publicado Decreto de dispensa a pedido.
No período em que foi Secretário-Geral do Ministério da Justiça, além de substituir o Ministro da Justiça nos seus impedimentos ocasionais, quando em território nacional, exerceu por quatro vezes o cargo de Ministro de Estado, por afastamento do Titular do território do País:
1. Ministro da Justiça, em caráter interino, nomeado por Decreto presidencial em 25/03/1986 e empossado em 28/03/1986;
2. Ministro da Justiça, em caráter interino, nomeado por Decreto presidencial em 02/05/1986 e empossado em 06/05/1986;
3. Ministro da Justiça, em caráter interino, nomeado por Decreto presidencial em 10/03/1987 e empossado em 11/03/1987;
4. Ministro da Justiça, em caráter interino, nomeado por Decreto presidencial em 03/04/1987 e empossado em 05/04/1987.

Presidente do Conselho de Administração da Empresa Brasileira de Notícias - EBN, empresa pública federal, designado pelo Ministro da Justiça, por Portaria de 17/09/1986, e dispensado a pedido em 02/06/1987;
Por designação do Ministro da Justiça, no período de março de 1986 a junho de 1987, foi Membro do Grupo Técnico Executivo de Administração do Fundo de Assistência Social (GTE/FAS).
No período de março de 1986 a maio de 1987, representou o Ministério da Justiça no Conselho Deliberativo da Superintendência de Desenvolvimento do Nordeste - SUDENE.

### Outras atividades na área jurídica
Em 1981, foi Presidente da 11ª Sub-Comissão ("Poder Executivo/Formas de Governo"), para elaboração de "Proposta de uma Constituição Democrática para o Brasil", submetida ao "Congresso Pontes de Miranda", patrocinado pela Ordem dos Advogados do Brasil, Seccional do Rio Grande do Sul, e pelo Instituto dos Advogados do Rio Grande do Sul.
No período compreendido entre 04/07/1986 e 04/08/1986, foi chefe da Delegação Brasileira designada pelo Ministro da Justiça para representar o Conselho de Defesa dos Direitos da Pessoa Humana em simpósios e debates realizados em Genebra, Madrid, Lisboa, Coimbra e Strasburgo, na execução do programa "Human Rights - Strategy for Dissemination and Consultations Mecanisms", em convênio do Brasil com a Organização das Nações Unidas - ONU, através do "United Nations Develepment Program".
Fundou o escritório de advocacia Honório Pereira Severo Advogados.

## Condecorações e distinções honoríficas
- Membro do Conselho Superior do Instituto dos Advogados do Rio Grande do Sul (IARGS), do qual foi Vice-Presidente em 1962-1963 e 1964-1965.[3]
- Sócio-fundador do Instituto Clóvis Bevilaqua, Fortaleza / CE;
- "Prêmio Medalha Osvaldo Vergara", da Ordem dos Advogados do Brasil - Seccional do Rio Grande do Sul, em 06/11/1974;
- "Ordem de Rio Branco", no grau de "Grande Oficial", conferida por Decreto do Presidente da República, em 22/05/1986;

- "Ordem do Mérito Judiciário Militar", no grau de "Alta Distinção", por ato do Superior Tribunal Militar, conferida pelo Conselho da Ordem do Mérito Judiciário Militar, em 20/11/1986;

- Medalha "Mérito Santos-Dumont", do Ministério da Aeronáutica, conferida em 17/06/1987, por destacados serviços prestados à Aeronáutica Brasileira; e,

- "Ordem do Mérito Judiciário do Trabalho", no grau de "Oficial", conferida pelo Tribunal Superior do Trabalho, em 11/08/1990.